# Troulli
Troulli (oder auch als Troulloi transkribiert, griechisch Τρούλλοι) ist eine Gemeinde im Bezirk Larnaka in Zypern. Bei der letzten amtlichen Volkszählung im Jahr 2021 hatte sie 1181 Einwohner.
Der Ort ist einer der wenigen Orte Zyperns, die sich innerhalb der Pufferzone zum Nordteil der Insel befinden. Der Name Troulli stammt wohl von den kuppelartig geformten Hügeln rund um den Ort.

## Lage und Umgebung

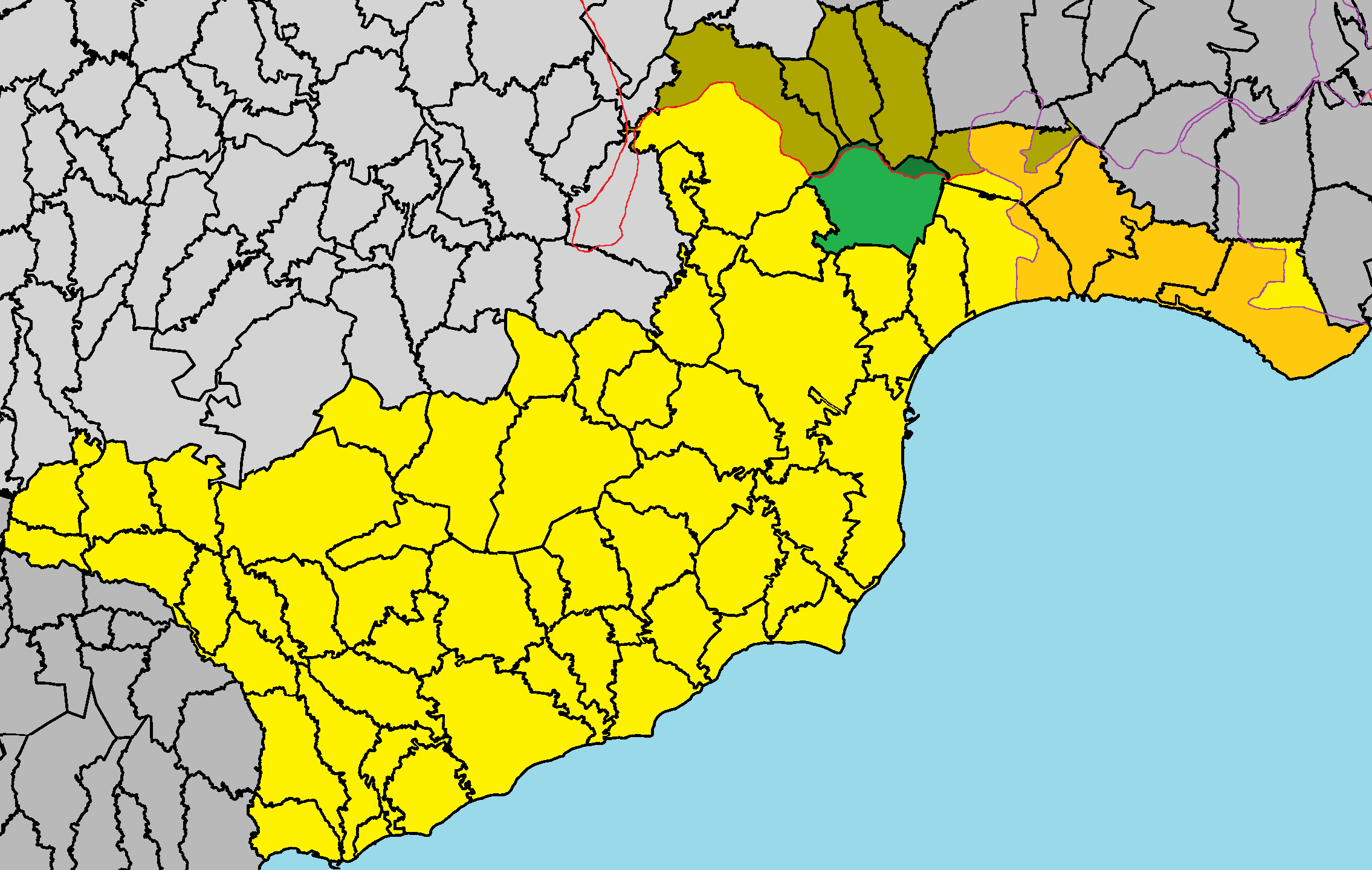
Lage der Gemeinde im Bezirk Larnaka

Troulli liegt im Südosten der Insel Zypern auf 111 Metern Höhe, etwa 26 km südöstlich der Hauptstadt Nikosia, 11 km nördlich von Larnaka und 62 km nordöstlich von Limassol. Es liegt im Landesinneren etwa 9 km vom Mittelmeer an der Bucht von Larnaka entfernt.
Etwa 500 m südöstlich des Dorfs liegt eine Kupfermine, die bereits in der Antike genutzt wurde. Es ist die einzige Mine Zyperns, die außerhalb der Ausläufer des Troodos-Gebirges liegt. Die Mine war wohl einer der Hauptlieferanten der antiken Stadt Kiti und ihrer kupferverarbeitenden Produktionsstätten, welche sich im 13. Jahrhundert v. Chr. entwickelten. Seit den 1920er Jahren wurde die Mine wieder genutzt. Verschiedene Unternehmen förderten neben Kupfer auch Gold und Silber, welche in einer nahegelegenen Fabrik verarbeitet wurden. Mit der türkischen Invasion 1974 wurde der Betrieb allerdings eingestellt.
Orte in der Umgebung sind Tremetousia, Melousia und Arsos in der Türkischen Republik Nordzypern im Norden, Pergamos und Pyla im Osten, Oroklini im Südosten, Kellia im Süden sowie Avdellero und Athienou im Westen.

## Persönlichkeiten
- Annita Demetriou (* 1985), Politikerin